# Multiarranque
Multiarranque (inglés: Multi boot, Multi booting) es la capacidad de una computadora para poder tener más de un sistema operativo funcionando en un mismo disco rígido o equipo y arrancar con cualquiera de ellos.
Al arrancar la computadora con doble arranque, el sistema preguntará al usuario cual de los sistemas instalados quiere utilizar, y pasada esta etapa comenzará la carga de "solo" ese sistema en esta oportunidad. La capacidad de elegir el sistema a arrancar está otorgada por el Gestor de arranque (o Boot loader).

## Usos
El arranque dual se encuentra en muchas situaciones, como aquellas en las que se necesita ejecutar aplicaciones que corren en distintos sistemas operativos en la misma máquina. Una configuración de arranque dual permitirá a un usuario utilizar todas sus aplicaciones en un solo ordenador.
Otra ocasión para establecer un sistema de arranque dual se produce, durante el aprendizaje del manejo de un nuevo sistema operativo, sin abandonar completamente el antiguo. El arranque dual permite a una persona conocer el nuevo sistema, configurar todas las aplicaciones necesarias y migrar los datos antes de realizar el paso final de eliminar el sistema operativo antiguo. Por ejemplo, los nuevos usuarios de GNU/Linux que se migran desde Microsoft Windows, normalmente comienzan instalando un sistema de arranque dual, lo que les permite probar GNU/Linux sin perder la funcionalidad y preferencias ya establecidas en Windows. Esto es posible utilizando un cargador de arranque que puede arrancar más de un sistema operativo, tal como NTLDR, LILO o GRUB.
El arranque dual también puede ayudar a los desarrolladores de software en situaciones que requieren utilizar varios sistemas operativos para desarrollo y pruebas. Tener uno de estos sistemas de arranque en una máquina puede ayudar a reducir de forma considerable los costes de hardware. Nótese que la reducción en costes hardware se compensan por el aumento del coste de la administración de sistemas, así como por la no disponibilidad del software que no se ejecuta en cada momento, al estar funcionando el sistema operativo que no le corresponde. Otra solución a este problema es la utilización de aplicaciones de máquinas virtuales para emular otro ordenador desde el sistema operativo elegido como base.

## Problemas
Pueden ocurrir problemas de incompatibilidad entre diferentes sistemas operativos que comparten el mismo disco duro; Un sistema operativo puede no ser capaz de reconocer el sistema de ficheros (filesystem) del otro e intentar formatearlo a su propio sistema de ficheros, eliminando la información existente. Esto se puede evitar utilizando varios discos duros o particionando los existentes para permitir múltiples sistemas de ficheros. También pueden no ser reconocidos los periféricos de entrada.